# Tekken Card Challenge
Tekken Card Challenge (яп. 鉄拳カードチャレンジ Тэккэн Ка:дотярэндзи) — игра из серии Tekken вышедшая для консоли WonderSwan. В игре использовались персонажи из Tekken 3, плюс один эксклюзивный, Кроу.

## Игровой процесс
Tekken Card Challenge имеет схожий игровой процесс с игрой Pokemon. Два оппонента дерутся на время с помощью различных карт с различными атаками и имеют 100 очков здоровья. Игрок начинает с 4 картами на руках, зарабатывая ещё по ходу дуэлей. Боевая система напоминает игру камень-ножницы-бумага.
В Tekken Card Challenge существует несколько режимов игры. Это Link Mode, 1-Player Battle, и (основной) Adventure, в котором можно разблокировать новых персонажей.

## Список персонажей
- Хэйхати Мисима
- Кинг II
- Нина Уильямс
- Хваран
- Эдди Горду
- Лин Сяоюй
- Пол Феникс (заблокированый)
- Лэй Улун (заблокированый)
- Ёсимицу (заблокированый)
- Анна Уильямс (заблокированый)
- Кума II (заблокированый)
- Дзин Кадзама (заблокированый)
- Форест Ло (заблокированый)
- Брайан Фьюри (заблокированый)
- Ган Джек (заблокированый)
- Джулия Чан (заблокированый)
- Кроу (заблокированый)
- Панда (заблокированый)
- Мокудзин (заблокированый)
- Огр (босс, не игровой)